# 大北敏博
大北 敏博（おおきた としひろ、1952年7月25日 - ）は、香川県出身の元プロ野球選手（内野手）。

## 来歴・人物
高松商業高校では、1968年1年生の時に三塁手として夏の甲子園に出場。3回戦に進むが、静岡商の新浦壽夫投手に0-14で完封負け。2年上のチームメートに吉村健二がいた。翌1969年からエースとして活躍、同期の細川安雄一塁手とともに打線の主軸もこなした。同年夏の甲子園予選北四国大会で決勝に進出するが、松山商の井上明投手に完封され敗退。松山商は甲子園で優勝した。
3年生時の1970年には、細川が捕手に回りバッテリーを組む。春夏の甲子園に出場。春の選抜では1回戦で富山商と延長12回の熱戦の末、1-2で惜敗。この試合ではリリーフながら16三振を奪っている。夏の選手権では1回戦から3試合連続完封勝利の活躍を見せる。しかし準決勝でPL学園の新美敏投手と投げ合い5-16で敗退した。投手ながら打力に優れ、高校時代通算で、打率.420、18本塁打を記録している。
甲子園大会が終了すると、巨人・中日・広島・阪急などプロ野球の数球団から入団の打診を受ける。しかし、大北は東京六大学野球に憧れ、特に早慶戦のマウンドに立つことが夢で、ドラフト会議直前までは早稲田大学への進学を表明、早稲田大学野球部のセレクションに参加するとともに、勧誘を受けた全球団に対してプロ拒否の意向を伝えていた。ところが、ドラフトで巨人に2位指名されると一転してプロ入りを表明し入団したため、マスコミから巨人との密約の疑惑を受けた。
入団後は、高校時代から悩まされていた右肘の故障もあり、強打と俊足を活かして内野手に転向。1972年のジュニアオールスターにも出場するとともに、遊撃手としてイースタン・リーグのベストナインに選ばれる。1976年には打率.333でイースタン・リーグの首位打者を獲得する。1978年には一軍公式戦33試合（うち5試合はスターティングメンバー）に出場し初本塁打も放つが、その後は伸び悩む。1979年オフに成重春生との交換トレードで西武ライオンズに移籍した。1980年には4月に2試合先発出場するが、その後あまり出番はなく、同年限りで現役引退。
引退後は東京で営業マンとして活動。

## 詳細情報

### 年度別打撃成績
| 年 度     | 球 団     | 試 合 | 打 席 | 打 数 | 得 点 | 安 打 | 二 塁 打 | 三 塁 打 | 本 塁 打 | 塁 打 | 打 点 | 盗 塁 | 盗 塁 死 | 犠 打 | 犠 飛 | 四 球 | 敬 遠 | 死 球 | 三 振 | 併 殺 打 | 打 率 | 出 塁 率 | 長 打 率 | O P S |
| --------- | --------- | ----- | ----- | ----- | ----- | ----- | -------- | -------- | -------- | ----- | ----- | ----- | -------- | ----- | ----- | ----- | ----- | ----- | ----- | -------- | ----- | -------- | -------- | ----- |
| 1977      | 巨人      | 1     | 1     | 1     | 0     | 0     | 0        | 0        | 0        | 0     | 0     | 0     | 0        | 0     | 0     | 0     | 0     | 0     | 1     | 0        | .000  | .000     | .000     | .000  |
| 1978      | 巨人      | 33    | 34    | 26    | 5     | 6     | 1        | 0        | 1        | 10    | 4     | 1     | 2        | 1     | 0     | 5     | 0     | 2     | 5     | 0        | .231  | .394     | .385     | .779  |
| 1980      | 西武      | 6     | 5     | 5     | 0     | 1     | 1        | 0        | 0        | 2     | 0     | 0     | 0        | 0     | 0     | 0     | 0     | 0     | 3     | 0        | .200  | .200     | .400     | .600  |
| 通算：3年 | 通算：3年 | 40    | 40    | 32    | 5     | 7     | 2        | 0        | 1        | 12    | 4     | 1     | 2        | 1     | 0     | 5     | 0     | 2     | 9     | 0        | .219  | .359     | .375     | .734  |

### 記録
- 初出場：1977年4月17日、対ヤクルトスワローズ3回戦（後楽園球場）、7回裏に藤城和明の代打として出場
- 初打席：同上、7回裏に梶間健一の前に三振
- 初先発出場：1978年4月13日、対横浜大洋ホエールズ4回戦（藤崎台県営野球場）、7番・遊撃手として先発出場
- 初安打・初打点：同上、1回裏に平松政次から
- 初本塁打：1978年6月8日、対ヤクルトスワローズ11回戦（明治神宮野球場）、8回表に小林国男から2ラン

### 背番号
- 43 （1971年 - 1978年）
- 2 （1979年）
- 4 （1980年）